# Cláudio Taffarel
Cláudio André Mergen Taffarel, född 8 maj 1966 i Santa Rosa, Rio Grande do Sul, Rio Grande do Sul, är en brasiliansk före detta fotbollsspelare (målvakt). Han spelade för Brasilien i deras seger vid VM 1994.

## Biografi
På klubbnivå spelade Taffarel för Internacional (1984-90), Parma FC (1990-93 och 2001-02), Reggiana (1993-94), Atlético Mineiro (1994-97), och Galatasaray SK (1998-2001). Taffarel är den målvakt som har spelat mest matcher någonsin för det brasilianska landslaget. 
Förutom 1994-triumfen så spelade han också i VM 1990 och VM 1998. Under VM 1994 släppte Taffarel endast in ett mål under gruppspelet och två i utslagningsomgångarna (med undantag av två straffsparkar i finalen) i USA 1994. Taffarel var även med när Brasilien kom på andra plats i fotbolls-VM 1998 i Frankrike. I semifinalerna mot Nederländerna, spelade han en stor roll när Brasilien vann straffläggningen med 4–2, sedan han tagit de två sista skotten. Efter sin pensionering 2003, erbjöd sig tränaren Carlos Alberto Parreira sig att ordna en avskedsmatch. Taffarel vägrade och hävdade att han inte var intresserad av sådant. Taffarel var också Brasiliens målvakt när Brasilien spelade Copa América med framgång under 1989 och 1997.
Han hade huvudrollen i Galatasarays triumf i Uefa Europa League där de spelade mot Arsenal FC 2000, och blev matchens spelare i finalen. Han hjälpte också till när Galatasaray vann över Real Madrid med 2-1 i Uefa Super Cupen under 2000 och nå kvartsfinalen i Champions League 2001
Taffarel skrev i april 2004 på för sin gamla klubb Galatasaray SK som målvaktstränare. Men efter en kort tid återvände han till Brasilien.
Taffarel och hans förre lagkamrat Paolo Roberto i Atlético Mineiro startat en agentbyrå, med huvudfokus på unga spelare.

## Meriter
Brasilien
- Copa Conmebol: 1997
- Världsmästerskapet i fotboll 1994: Första plats
- Världsmästerskapet i fotboll 1998: Andra plats

 Galatasaray
- Uefa Europa League: 2000
- Uefa Super Cup: 2000
- Uefa Champions League2001 Kvartsfinal
- Süper Lig: 1999, 2000
- Turkiska cupen: 1999, 2000

 Atlético Mineiro
- Campeonato Mineiro: 1995